# Estação de Hatch End
Hatch End é uma estação do London Overground.

## História
A estação original foi inaugurada como Pinner na London and Birmingham Railway, em 1842[carece de fontes?] ou c. 1844. Foi renomeada Pinner and Hatch End em 1 de janeiro de 1897. A estação atual foi construída em 1911 com um projeto do arquiteto Gerald Horsley, filho do pintor John Calcott Horsley. A estação foi servida pela Baker Street and Waterloo Railway (Bakerloo) a partir de 16 de abril de 1917, quando os serviços de Bakerloo foram estendidos de Willesden Junction para Watford Junction. A estação foi novamente renomeada para Hatch End (for Pinner) em 1 de fevereiro de 1920, e finalmente Hatch End em 11 de junho de 1956. Os serviços da linha Bakerloo foram retirados em 24 de setembro de 1982.
Ela tem duas plataformas. A plataforma para o norte (para baixo) fica ao lado da bilheteria e do café. A plataforma para o sul (para cima) é acessada por uma passarela. Esta plataforma era originalmente uma plataforma de ilha com a outra face na linha principal rápida para baixo adjacente. Havia outra plataforma de ilha servindo as linhas rápidas para cima e semi-rápidas para baixo e uma plataforma adicional para as semi-rápidas para cima. Essas outras plataformas foram fechadas em 1963. Uma reconstrução geral do acesso às duas plataformas restantes em uso foi construída na década de 1980 e uma cerca foi construída ao longo para proteger os passageiros em espera dos trens rápidos. Barreiras de bilhetes foram instaladas no início de 2010.